# 睫毛倒刺
睫毛倒刺（英語：Trichiasis）是医学上表明睫毛生长方向异常的术语，其症状表现为眼睫毛向眼球生长并接触到角膜或结膜。倒睫可能是由感染、炎症、免疫系统疾病、先天性缺陷（如眼睑发育不全）、甚至是外伤引起的，是世界上传染性失明的主要原因。对于倒睫情况，标准治疗手段一般是使用激光或经手术除去出现症状的眼睫毛。不过，在许多情况下可以用镊子去除出现症状的睫毛快速缓解症状，但睫毛可能会在几周内再生，随后继续引发症状。
其中，部分轻度病例可能不需要治疗，而严重的病例则可能会导致角膜瘢痕的产生，如若不治疗会导致视力下降。多次复发的沙眼症状是睫毛倒刺的诱因之一。

## 治疗
当角膜严重影响眼球时，可以使用细镊子去除朝向眼球生长的睫毛，如并角膜炎，则必须在眼科医生的监督下，给予抗生素滴眼液抗炎治疗。如需要彻底清除病灶，可以使用机械切除法、电解法或是冷冻疗法。考虑到患者的年龄和病情的严重程度，或许可进行采用各种整形手术技术（例如边缘成形术）进行对症治疗。

## 并发症
角膜倒刺可以引起诸多并发症，例如：
- 角膜上皮病变
- 角膜溃疡（英语：Corneal ulcer）
- 角膜瘢痕（英语：Pannus）

## 狗的倒睫
狗的倒睫是由于其眼睑的毛发朝着错误的方向生长，摩擦眼睛并引发刺激。眼睑外侧是倒睫出现的主要部位，尤为常见于英国可卡犬中。对于从眼部影响到鼻褶的倒睫，常常可以在其上涂擦凡士林来消除，惟时有需要进行手术以永久矫正。